# Ga đường sắt cao tốc Gia Nghĩa

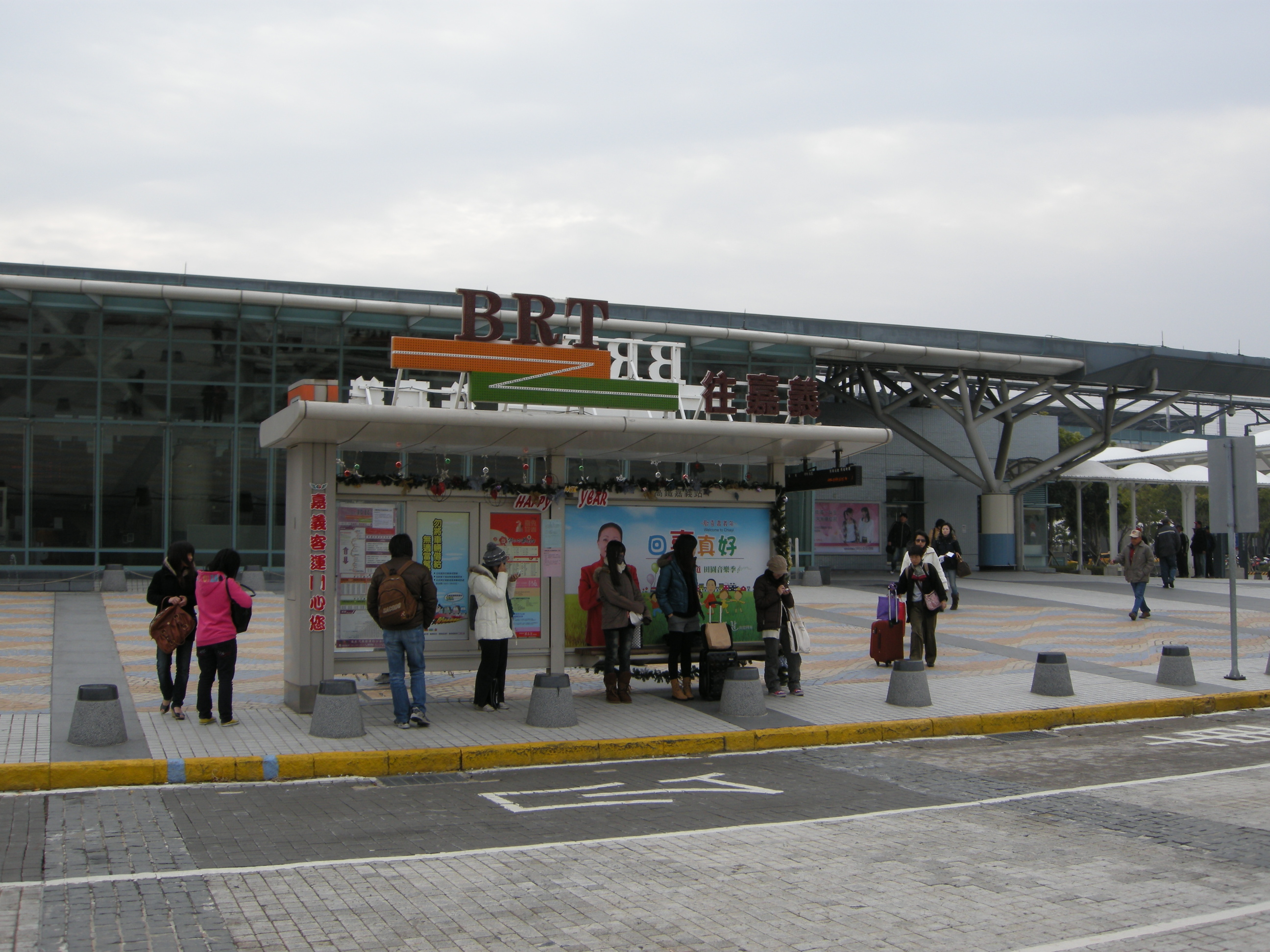
Chiayi BRT stand in front of the station.

Gia Nghĩa (tiếng Trung: 嘉義; bính âm: Jiāyì; Wade–Giles: Chiayi) là ga đường sắt ở huyện Gia Nghĩa, Đài Loan phục vụ bởi Đường sắt cao tốc Đài Loan.